# El Salvador op de Olympische Jeugdzomerspelen 2010
El Salvador nam deel aan de Olympische Jeugdzomerspelen 2010 in Singapore, de eerste editie van de Olympische Jeugdspelen.

## Deelnemers en resultaten
(m) = mannen, (v) = vrouwen 

### Gymnastiek
| Olympiër                 | Discipline   | Resultaat | Prestatie                                                                             |
| ------------------------ | ------------ | --------- | ------------------------------------------------------------------------------------- |
| Amaya Gabriela Dominguez | meerkamp (v) | 39e       | 41.200 punten kwalificatie 10.450 balk 8.200 brug-ongelijk 12.400 sprong 10.150 vloer |

### Roeien
| Olympiër              | Discipline | Resultaat | Prestatie |
| --------------------- | ---------- | --------- | --- |
| Roberto Lopez Salazar | skiff (m)  | 13e       | 1R serie 3: 3.30,53 (3e) 2R (herkansing) serie 2: 3.35,56 (3e) HF C/D serie 2: 3.42,94 (1e) C-finale: 3.33,72 (1e) |

### Schermen
| Olympiër                                | Discipline   | Resultaat | Prestatie |
| --------------------------------------- | ------------ | --------- | --- |
| Ivania Carbello Barrera                 | floret (v)   | 11e       | groep 2: (6e) 2-5 SIN Ye Ying Liane Wong 2-5 KOR Choi Duk-ha 4-5 HUN Dora Lupkovics 2-5 SVK Michala Cellerova 1-2 CHN Wang Lianlian 1/16 finale: 12-15 SIN Ye Ying Liane Wong |
|                                         |              |           | |
| Ivania Carbello Barrera team Amerika-II | gemengd team | 7e        | 1/16 finale: 28-25 Afrika kwartfinale: 17-30 Europa-I 5e-8e plaats: 23-30 Europa-III 7e/8e plaats: 28-27 Oceanië                                                              |

### Tafeltennis
| Olympiër                                         | Discipline    | Resultaat | Prestatie |
| ------------------------------------------------ | ------------- | --------- | --- |
| Luis Mejia                                       | enkelspel (m) | 2e ronde  | 1e ronde groep A: (3e) 3-2 GER Florian Wagner (11-9, 11-4, 3-11, 8-11, 11-7) 0-3 POL Konrad Kulpa (2-11, 10-12, 4-11) 0-3 JPN Kioi Niwa (4-11, 5-11, 4-11) 2e ronde groep EE: (3e) 0-3 UZB Elmurod Holikov (5-11, 8-11, 7-11) 0-3 PAR Axel Gavilar (12-14, 6-11, 9-11) 3-1 IND Avik Das (12-10, 11-6, 6-11, 11-9) |
| Luis Mejia + AUS Lily Phan Intercontinentaal-III | gemengd team  | 2e ronde  | 1e ronde groep G: (4e) 0-3 Europa-II LM 0-3 BEL Emilien Vanrossome (10-12, 5-11, 5-1) LP 0-3 POR Maria Xiao (3-11, 8-11, 11-13) GD 0-3 (8-11, 7-11, 1-11) 0-3 Europa-VI LM 1-3 AUT Stefan Leitgeb (7-11, 14-16, 13-11, 3-11) LP 0-3 SLO Alex Galic (8-11, 3-11, 8-11) GD 0-3 (5-11, 9-11, 5-11) 0-3 Frankrijk LM 0-3 Simon Gauzy (9-11, 1-11, 4-11) LP 0-3 Celine Pang (4-11, 2-11, 2-11) GD 0-3 (6-11, 8-11, 3-11) 2e ronde (B): 0-2 Europa-III LM 0-3 ITA Leonardo Mutti (2-11, 4-11, 4-11) LP 2-3 GBR Alice Loveridge (11-7, 11-8, 8-11, 11-13, 5-11) |

Afghanistan · Albanië · Algerije · Amerikaanse Maagdeneilanden · Amerikaans-Samoa · Andorra · Angola · Antigua en Barbuda · Argentinië · Armenië · Aruba · Australië · Azerbeidzjan · Bahama's · Bahrein · Bangladesh · Barbados · België · Belize · Benin · Bermuda · Bhutan · Bolivia · Bosnië en Herzegovina · Botswana · Brazilië · Britse Maagdeneilanden · Brunei · Bulgarije · Burkina Faso · Burundi · Cambodja · Canada · Centraal-Afrikaanse Republiek · Chili · China · Chinees Taipei · Colombia · Comoren · Congo-Brazzaville · Congo-Kinshasa · Cookeilanden · Costa Rica · Cuba · Cyprus · Denemarken · Djibouti · Dominica · Dominicaanse Republiek · Duitsland · Ecuador · Egypte · El Salvador · Equatoriaal-Guinea · Eritrea · Estland · Ethiopië · Fiji · Filipijnen · Finland · Frankrijk · Gabon · Gambia · Georgië · Ghana · Grenada · Griekenland · Groot-Brittannië · Guam · Guatemala · Guinee · Guinee‑Bissau · Guyana · Haïti · Honduras · Hongarije · Hongkong · Ierland · IJsland · India · Indonesië · Irak · Iran · Israël · Italië · Ivoorkust · Jamaica · Japan · Jemen · Jordanië · Kaaimaneilanden · Kaapverdië · Kameroen · Kazachstan · Kenia · Kirgizië · Kiribati · Koeweit · Kroatië · Laos · Lesotho · Letland · Libanon · Liberia · Libië · Liechtenstein · Litouwen · Luxemburg · Macedonië · Madagaskar · Malawi · Malediven · Maleisië · Mali · Malta · Marshalleilanden · Marokko · Mauritanië · Mauritius · Mexico · Micronesië · Moldavië · Monaco · Mongolië · Montenegro · Mozambique · Myanmar · Namibië · Nauru · Nederland · Nederlandse Antillen · Nepal · Nicaragua · Nieuw-Zeeland · Niger · Nigeria · Noord-Korea · Noorwegen · Oeganda · Oekraïne · Oezbekistan · Oman · Oostenrijk · Oost‑Timor · Pakistan · Palau · Palestina · Panama · Papoea-Nieuw-Guinea · Paraguay · Peru · Polen · Portugal · Puerto Rico · Qatar · Roemenië · Rusland · Rwanda · Saint Kitts en Nevis · Saint Lucia · Saint Vincent en Grenadines · Salomonseilanden · Samoa · San Marino · Sao Tomé en Principe · Saoedi-Arabië · Senegal · Servië · Seychellen · Sierra Leone · Singapore · Slovenië · Slowakije · Soedan · Somalië · Spanje · Sri Lanka · Suriname · Swaziland · Syrië · Tadzjikistan · Tanzania · Thailand · Togo · Tonga · Trinidad en Tobago · Tsjaad · Tsjechië · Tunesië · Turkije · Turkmenistan · Tuvalu · Uruguay · Vanuatu · Venezuela · Verenigde Arabische Emiraten · Verenigde Staten · Vietnam · Wit-Rusland · Zambia · Zimbabwe · Zuid-Afrika · Zuid-Korea · Zweden · Zwitserland